# Gobius bucchichi
Il ghiozzo di Bucchich (Gobius bucchichi Steindachner, 1870) è un pesce della famiglia Gobiidae.

## Descrizione
Difficile da riconoscere da Gobius incognitus e Gobius fallax. In particolare si distingue da Gobius incognitus, oltre che per la limitata distribuzione geografica, per la diversa disposizione dei punti scuri sulle guance, per non avere un punto scuro sull'angolo della bocca, per avere linea orizzontale scura nel bordo superiore dell'orbita e una linea a forma di "M" sul muso (invece cha a forma di "V") 

## Biologia
Questa specie (a contrario della specie molto simile Gobius incognitus) sembra non vivere mai associata allo cnidario antozoo Anemonia viridis.

### Alimentazione
Al momento non ci sono ancora studi specifici sull'alimentazione di questa specie.

## Distribuzione e habitat
È diffuso nel mar Adriatico (in Croazia, Montenegro e recentemente segnalato anche in Italia), presente anche nello Ionio orientale (Albania, Corfù e Golfo di Arta) e nel Mar Egeo (Grecia e Turchia), Mar di Marmara e Mar Nero. Vive su fondali duri o misti in presenza di alghe e piante marine, si incontra generalmente tra 0,5 e 7 metri di profondità.

## Tassonomia
Fino al 2016 la specie Gobius incognitus non era nota come specie distinta da Gobius bucchichi per cui la bibliografica e gli studi di queste specie sono oggi da rivedere (la maggior parte di essi è probabile che in realtà riguardino Gobius incognitus che tra le due è la specie di gran lunga più diffusa).